# Castel Greifenthurn
Castel Greifenthurn (in tedesco Schloss Greifenthurn) si trova a Feldkirchen in Kärnten, comune austriaco nel distretto omonimo appartenente al Land della Carinzia. Venne edificato nel XVI secolo.

## Storia

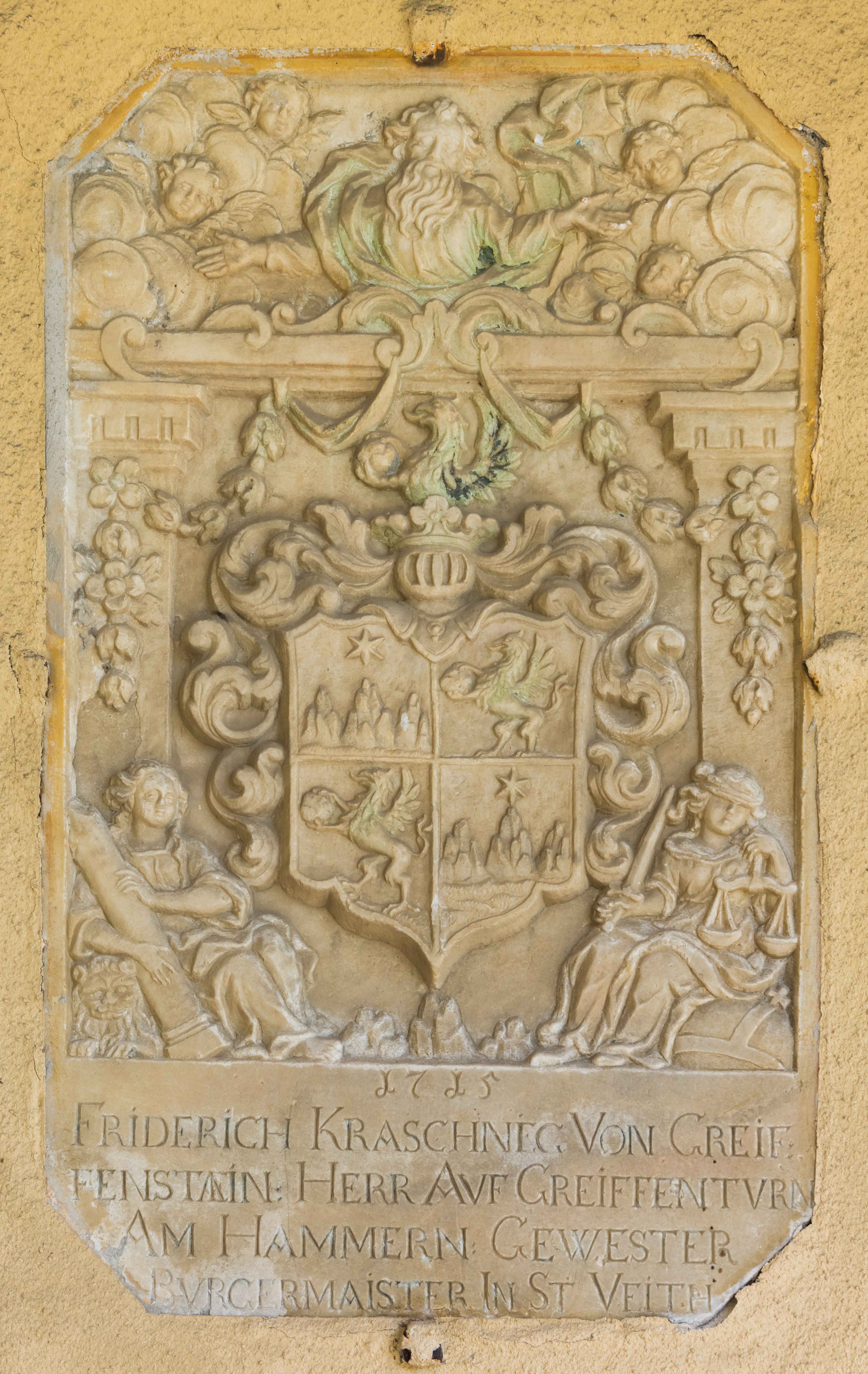
Stemma in pietra in rilievo della famiglia Kraschneg von Greifenstein posta nel castello di Greifenthurn

Il piccolo castello fu costruito nella prima metà del XVI secolo anche se il costruttore del castello che ci è pervenuto è considerato Hieronymus Foregger che intorno al 1604 era un commerciante e consigliere comunale a Feldkirchen. Dal 1618 Foregger fu balivo dell'arcidiocesi di Bamberga. Il suo castello a Feldkirchen divenne il centro amministrativo dei possedimenti della diocesi nell'intero territorio e nel 1629 ottenne il riconoscimento nobiliare che gli concesse il diritto al titolo di von Greicenthurn, dal quale il nome al castello stesso. La famiglia Foregger aveva raggiunto una notevole prosperità con i mulini a martello utilizzati in siderurugia e per circa 100 anni rimase proprietaria della struttura presso il fiume Tiebelbach che su anche casa padronale. A causa di problemi economici si ritirò poi dalle attività legate alla produzione del ferro ma rimase ancora per diverso tempo nel castello di Feldkirchen che venne rilevato dal commerciante Johann Matthias Kramer solo nel 1731 quando venne elevato al rango di fornitore militare dall'imperatore Carlo VI d'Asburgo. Anche i successivi proprietari furono per lo più impegnati nell'industria del ferro, tra questi Friedrich Kraschnigg von Greifenstein menzionato nel 1775 e Matthias Matschnig nel 1808. Nella seconda metà del XX secolo castel Greifenthurn apparteneva al proprietario della segheria Gundula Adami che la cedette poi alla famiglia che lo aveva avuto in affitto.

## Descrizione

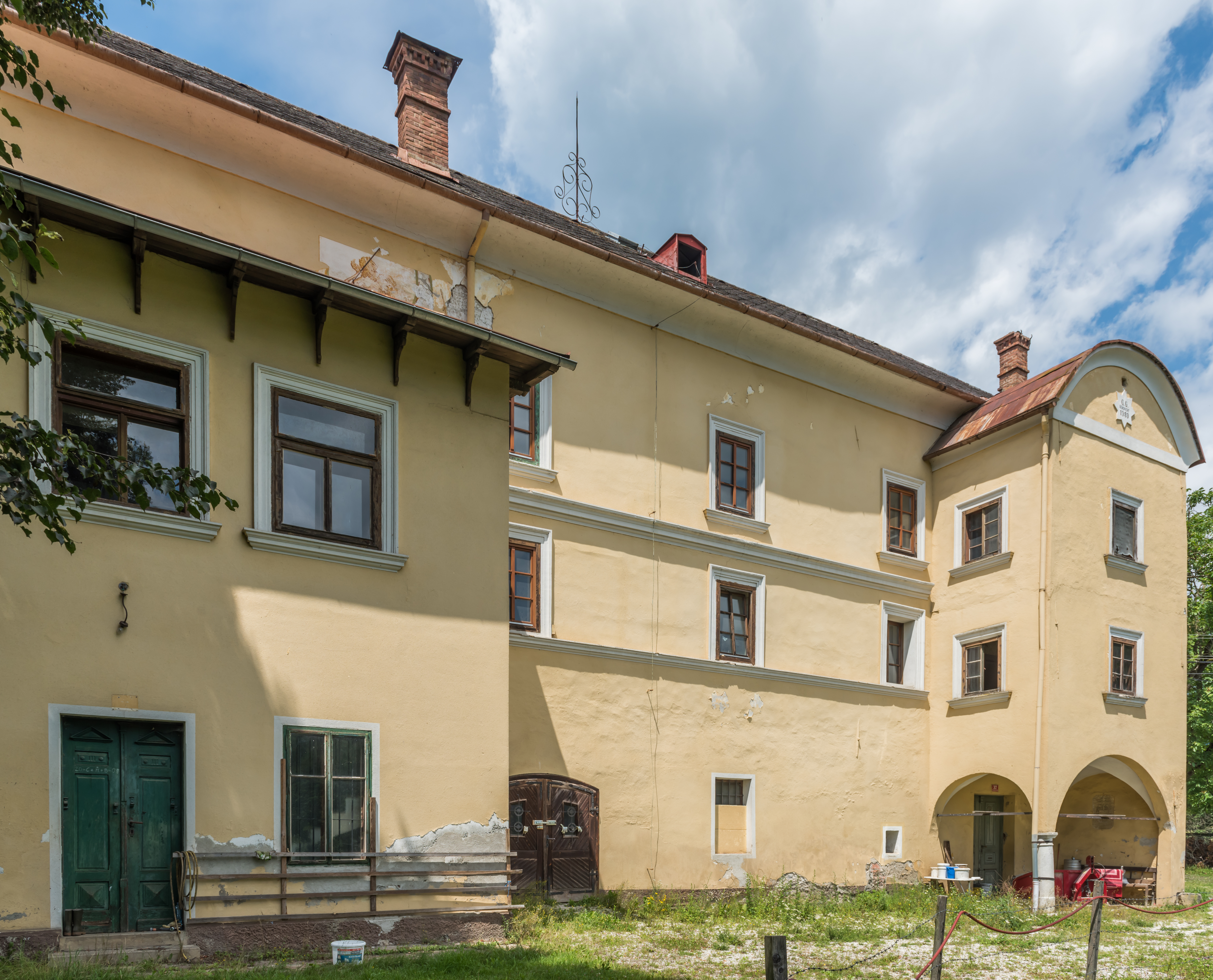
Facciata del castello

Il castello si trova nella parte settentrionale dell'abitato di Feldkirchen in Kärnten, comune austriaco nel distretto omonimo, Land della Carinzia. Si tratta di un semplice edificio a tre piani con una copertura a padiglione. Sulla facciata è stata visibile a lungo la scritta con l'anno 1521 che potrebbe essere stata la data di completamento dell'edificio. Le facciate furono comunque ridisegnate intorno all'inizio del XX secolo. La facciata principale è rivolta ad est e a destra del portale di accesso si conserva lo stemma di Friedrich Kraschnigg von Greifenstein auf Greifenthurn. La facciata nord-ovest è particolarmente interessante per le inferriate in ferro battuto di alta qualità che adornano le cinque finestre del piano nobile. Un cornicione marcapiano perimetrale lo separa dal piano superiore. Sulla parete sud accanto alle due finestre ad arco del sottotetto è dipinta una meridiana. L'edificio su pianta rettangolare non ha cortile interno ed ha due ali laterali non particolarmente grandi. Il portico a tre piani sull'angolo est è storico e risale al XVI secolo. Al piano terra si trova un pergolato a crociera, aperto su due lati. L'aggiunta di due piani sul lato sud-est risale al 1900 circa. Al piano terra si trova un atrio in stile tardo gotico ad asse singolo e a due campate con volta a crociera e creste intonacate. Da qui un portale ad arco tardo gotico prmette l'accesso al salone a tre campate. nel corridoio risalente a poco dopo il 1600, che è diretta contro il protestantesimo. Nel corridoio si conserva, come un documento storico del periodo della Controriforma, l'iscrizione risalente a poco dopo il 1600 e diretta contro il protestantesimo.

### Bene architettonico tutelato
Castel Greifenthurn è stato posto sotto tutela dei monumenti da parte della Repubblica austriaca col numero 34216.